# 2008年夏季奧林匹克運動會網球比賽

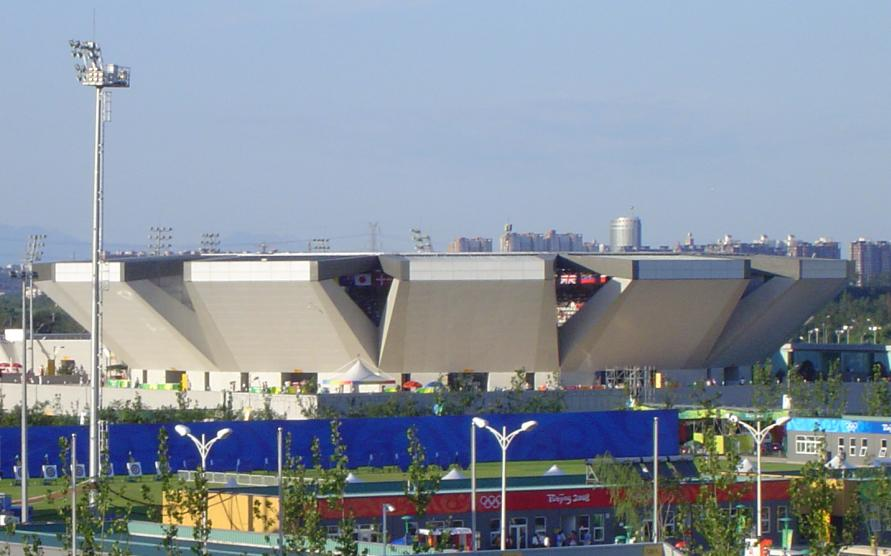
北京奥林匹克公园网球中心

2008年夏季奧林匹克運動會的網球比賽由8月10日至17日在北京奧林匹克森林公園網球場舉行，场地为硬地球场，本屆的網球賽事共有172名運動員角逐4枚金牌。

## 各國獎牌榜
| 排名   | 国家／地区 | 金牌 | 银牌 | 铜牌 | 總數 |
| ------ | ---------- | ---- | ---- | ---- | ---- |
| 1      | 俄罗斯     | 1    | 1    | 1    | 3    |
| 2      | 西班牙     | 1    | 1    | 0    | 2    |
| 3      | 美国       | 1    | 0    | 1    | 2    |
| 4      | 瑞士       | 1    | 0    | 0    | 1    |
| 5      | 智利       | 0    | 1    | 0    | 1    |
| 5      | 瑞典       | 0    | 1    | 0    | 1    |
| 6      | 中国       | 0    | 0    | 1    | 1    |
| 6      | 塞尔维亚   | 0    | 0    | 1    | 1    |
| 總計： | 總計：     | 4    | 4    | 4    | 12   |

## 比賽項目
本屆奧運會網球比賽進行四項小項比賽，並會產生四面金牌，包括：
- 男子單打
- 男子雙打
- 女子單打
- 女子雙打

## 賽制
賽事採取淘汰制進行，每一輪比賽每位獲勝者都以晉級下一輪比賽。除了在男子單打決賽中採用五盤三勝制外，其餘所有比賽將採用三盤兩勝制；所有小項比賽除了男子單打的第五盤以及其他項目比賽的第三盤外，其餘每盤比賽均採用平局決勝制進行，前者只有凈勝兩局才能贏得該場比賽。

## 參賽資格
每一個國家及地區只可以選派6名男運動員和6名女運動員參賽。單打比賽最多可以選派4名選手，雙打比賽可以選派兩對選手，兩對雙打中最多有2人僅達到雙打參賽標準，並且雙打比賽必須由同一國家／地區選手組成。另外運動員亦可以同時參加單打比賽和雙打比賽。
男女子項目各有86個人參賽，總數本屆網球比賽有172個參賽名額，當中單打比賽有128個，雙打比賽則有64個。取得參賽資格的方法主要是根據由國際網聯公佈世界排名而作出準則，但球手的所屬國家必須於2008年1月1日前成為國際網聯的成員國家及地區可以參加比賽。基於此條件，國際網聯的全屬會員和附屬會員都享有這一資格。國際網聯在2008年2月5日前將報名表格按國家及地區發給有資格參加比賽的國家及地區網球協會。各國家及地區網球協會將填寫完表格，經各自奧委會批准後，在2008年4月3日前寄到國際網聯。
以下單打及雙打比賽取得參賽資格的途徑：
| 出線資格                                                                                        | 名單公佈日期   | 男子參賽名額 | 女子參賽名額 |
| 单打                                                                                            | 单打           | 单打         | 单打         |
| ----------------------------------------------------------------------------------------------- | -------------- | ------------ | ------------ |
| 根據世界排名確定48名選手，得到單打資格的選手同時獲得雙打資格                                    | 2008年6月9日前 | 56           | 56           |
| 外卡資格（基於世界排名和洲際／奧委會代表性分配）                                                | 2008年7月2日   | 8            | 8            |
| 双打                                                                                            |                |              |              |
| 根據世界排名確定8對選手。                                                                       | 2008年6月9日前 | 8            | 8            |
| 如果單雙打參賽總人數未滿86人，其餘名額由 國際網聯根據各奧委會上報的雙打名單參考不同因素作出分配 | 2008年7月2日   | 24           | 24           |
|                                                                                                 | 總數           | 86           | 86           |

## 積分
|          | ATP男子積分 | WTA女子積分 |
| -------- | ----------- | ----------- |
| 金牌     | 400         | 353         |
| 銀牌     | 280         | 245         |
| 銅牌     | 205         | 175         |
| 第四名   | 155         | 135         |
| 八強     | 100         | 90          |
| 十六強   | 50          | 48          |
| 三十二強 | 25          | 28          |
| 第一圈   | 5           | 1           |

## 各項成绩
| 項目             | 金牌                             | 银牌                                                  | 铜牌                        |
| 男子單打（詳細） | （西班牙）                       | （智利）                                              | （塞尔维亚）                |
| 男子雙打（詳細） | （瑞士） · 斯坦尼斯拉斯·瓦林卡（瑞士） | 西蒙·（瑞典） · 托马斯·約翰松（瑞典）                       | （美国） · （美国）         |
| 女子單打（詳細） | （俄罗斯）                       | 迪娜拉·沙芬娜（俄罗斯）                                     | 薇拉·（俄罗斯）             |
| 女子雙打（詳細） | （美国） · （美国）              | 維吉尼亞·勞諾·芭絲克華（西班牙） · 安娜貝爾·梅迪納·賈瑞格絲（西班牙） | 晏紫（中国） · 鄭潔（中国） |

## 外部連結
- 第29届奥运会网球赛程敲定 中国创造辉煌难度大